# 黎东汉
黎东汉（1914年10月—2007年6月7日），湖南浏阳人。中国人民解放军开国少将。

## 生平
1930年参加湘鄂赣红军独立一师，1930年加入中国共产党。1933年6月湘鄂赣独立一、二师合编为红十八师后，缴获了敌人1部电台，黎东汉被派往江西万载县红军通信技术学校学习无线电技术。1933年8月，红十八师编入红六军团。黎东汉结业后，成为以阎知非为队长、江文为政委的红六军团无线电中队报务员。
1935年11月，红二、红六军团撤离湘鄂川黔革命根据地开始长征。把红六军团十八师留守根据地以牵制敌人，掩护主力撤离。下辖五十二、五十三两个团，五十三团是老部队，五十二团是由游击队改编而成的，全师3000多人。师长兼政委张正坤。成立十八师电台队，黎东汉任电台队长，配一部5瓦电台。贺龙在师以上干部会议上对十八师说：“这回你们十八师要更艰苦一些。要狠一点打，机动灵活地打，把敌人吸引住，掩护主力南下。”艰苦转战2个月，几番遇险，1936年1月11日，十八师与红六军团主力会合。全师只剩600多人。黎东汉回红六军团部，后任军团部电台队长。
抗战时期，任三五九旅电台队长、旅部三科科长、中原军区司令部通信处处长。
1947年3月18日，中共中央、中央军委机关撤离延安。时任军委三局通信总台副台长的黎东汉随中央机关转移。3月29日，中央政治局清涧县枣林沟会议决定由毛泽东、周恩来、任弼时组成中央前委，留在陕北指挥全国的解放战争。黎东汉任中央前委第三大队大队长，带4部电台负责保障对全党全军的指挥。下辖：
- 一队负责联络东北野战军，队长周建中，报务主任解超；
- 二队负责联络晋察冀和华东野战军，队长孟令仪；
- 三队负责联络西北和中原野战军，队长高洪彦，报务主任李东祥。
- 四队负责联络中央后委，队长胡佳，报务主任于回香。

中央前委在安塞县王家湾停留56天，电台驻王家湾附近的杨克廊湾。黎东汉患上了急性肠炎，上吐下泻，高烧不退，病危。毛泽东指示中央书记处医务室主任任玉洪用珍贵的磺胺抢救。
1950年，黎东汉被评为模范通讯工作者，“20年来，艰苦奋斗，身经百战，长期埋头于通讯联络工作。苦心钻研，在各种艰险与困境中，屡次保证了通讯工作任务之完成”，出席全国战斗英雄代表会议。历任军委通信兵部干部处副处长、业务处副处长、通信学院第一副院长、通信兵学院院长、军事电讯工程学院副院长、院长、军委通信兵部副主任、总参通信部副主任、总参通信部顾问等职。 
1955年，授予中国人民解放军少将。